# 통찰
통찰(洞察, Insight)은 특정 맥락 내에서 특정 원인과 효과를 이해하는 것을 말한다. 통찰이란 용어는 몇몇 관련 의미가 있다.
- 약간의 정보
- 사물의 내적 본성을 이해하거나 직관적으로 바라보는 것의 행동이나 결과(그리스어로 누스(nous 혹은 noesis)라고 함)
- 내성(introspection)
- 예민한 관찰과 추론(deduction),  안목(discernment), 인지(perception)의 힘, 지성(intellection)이나 누스(noesis)라고 함
- 모델, 맥락, 시나리오에서 관계와 행동의 동일시에 기반한 원인과 결과를 이해하는 것(인공지능)

어려운 문제를 푸는 방법을 알게 되는 것 같이 갑자기 나타나는 통찰은 독일어 아하 순간(Aha-Erlebnis)이라고도 한다. 용어는 독일 심리학자이자 이론언어학자  카를 뷜러(Karl Bühler)가 고안하였다. 또한 에피파니(epiphany)나 유레카 순간(eureka moment) 혹은 가로세로낱말을 푸는 사람에게는 동전 떨어지는 순간(penny dropping moment, PDM)이라고도 한다. 갑작스럽게 소름끼치는 깨달음은 문제를 푸는 것이 아니라 확인하는 것이다. 그래서 아하(Aha) 순간보다는 어-오(Uh-oh) 순간이 부정적 통찰에서 더 잘 보인다. 부정적 인식의 사례는 통찰 순간까지 문제를 해결하지 못한다는 사실이 명료해지는 상태에서 오는 짜증인 분함(chagrin)이다. 호머 심슨(Homer Simpson)의 D'oh!와도 같은 것이다.
한편, 정신의학이나 심리학에서 자신에게 어떤 정신적 심리적 문제가 있음을 자각하는 능력이란 의미로 사용될 경우 insight는 '병식(病識)'이란 말로 번역된다.

## 심리학

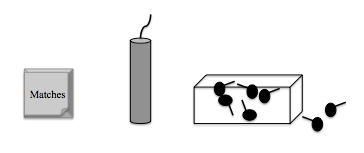
덩커(Duncker) 양초문제(Candle Problem)의 표상

심리학에서 통찰은 문제 해결이 빠르게 경고 없이 나타났을 때 발생한다.  시도와 착오를 기반으로 한 틀린 시도 끝에 오는 올바른 해결책을 갑자기 발견하는 것이다. 통찰을 통한 해결책은 비통찰적 해결책보다 더욱 정확한 것으로 증명되었다.
통찰은 20세기 초 연상주의(associationism)와 학습에 대한 연상주의적 관점에 대한 대안책을 찾는 과정에서 게슈탈트 심리학(Gestalt psychology)에서 처음 연구되었다. 통찰에 대한 잠재적 기제로 제안된 것에는 다음과 같은 것이 있다. 새로운 방식으로 문제를 갑자기 발견하는 것, 문제를 다른 연관된 문제나 해결책으로 연상하는 것, 해결책을 차단하고 있는 과거 경험을 놓아버리는 것, 문제를 보다 크고 종합적인 맥락에서 바라보는 것

### 고전적 방법

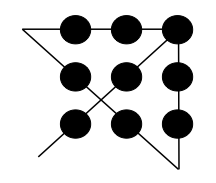
9점 문제(Nine Dot problem)의 답

일반적으로 실험실 내 통찰 연구의 방법론적 접근법에는 참여자에게 관습적 논리적 방식으로는 풀릴 수 없는 문제와 퍼즐을 제시하는 것이 있다. 통찰 문제는 보통 세 유형이 있다.

#### 기능적 고착 파괴

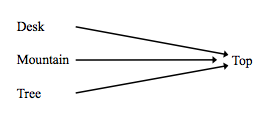
RAT 문제 예시

첫번째 유형의 문제는 참여자에게 익숙치 않은 방식으로, 그래서 기능적 고착(functional fixedness)을 파괴하는 방식으로 물체를 사용하게 한가. 던커 양초 문제(Duncker candle problem) 같은 것이 있다. 던커 양초 문제에서 각자에게 성냥과 압정 상자 하나가 주어지고, 방을 밝히기 위하여 벽에 양초를 붙이는 방식을 질문받는다. 해결책은 상자를 비우고 양초를 상자에 넣고 박스를 벽에 압정으로 고정하고 성냥으로 양초를 켜는 것이다.

#### 공간능력
통찰 문제 두번째 유형은 공간 능력(spatial ability)을 요구한다. 9개 점 문제(Nine-dot Problem)가 있다. 이는 연필을 드는 것 없이 9개 점을 가로지르는 4개의 선을 그릴 것을 요구한다.

#### 언어능력
세번째 마지막 유형은 언어능력(verbal ability)이다. 원격연상테스트(Remote Associates Test, RAT)가 있다. RAT에서는 3개의 관련 없을 것 같은 단어를 생각해야 한다. RAT는 통찰 유무에 관계 없이 풀릴 수 있어서 실험에서 종종 사용된다.

### 특정결과

#### 비통찰적 문제와 비교하여
통찰로 해결될 수 있거나 통찰이 필요없는 것 두 영역은 관찰되어 왔다. 인지적 유연성(cognitive flexibility), 능숙도(fluency), 어휘능력(vocabulary ability)을 통하여 개인의 통찰 문제 수행을 예측할 수 있지만, 비통찰적 문제 수행은 아니다. 반대로 유동지성(fluid intelligence)을 통해 비통찰적 문제 수행을 예측할 수 있지만, 통찰 문제 수행은 아니다. 최근 연구에서는 탐색에 비하였을 때 통찰보다는, 통찰의 주관적 감정이 다양하며, 다른 것에 비하여 아하(Aha)의 느낌이 더 강하게 경험되는 문제도 있다.

#### 감정
좋은 기분의 사람이 통찰을 이용하여 문제를 해결할 가능성이 높다. 연구는 자기보고서에서 참여자가 긍정적인 정서를 가진 경우에 문제 해결 이전과 해결 동안에 통찰력이 늘어난다는 것을 보여줬는데, 뇌활성화 패턴이 달라지는 것이 이를 보여준다. 반면 걱정하는 사람은 반대 효과를 보이며 통찰을 통한 문제해결이 더 적었다. 감정은 통찰 경험이라는 용어로 생각할 수 있으며 이것이 긍정적인 아하 순간인지 부정적인 어-오 순간인지를 통하여서도 생각할 수 있다.

#### 잠복
기하학적 공간적 통찰 문제를 사용하여, 휴식을 취한 사람이 그렇지 않은 사람보다 수행능력이 상승한다는 것이 밝혀졌다. 그러나 문제 사이의 잠복기 기간은 중요하지 않다. 따라서 통찰 문제에 대한 참여자들의 수행능력은 4분 쉰 사람이나 12분 쉰 사람이나 똑같은 상승을 보인다.

#### 수면
수면이 통찰력 발산에 도움된다는 것이 연구로 밝혀졌다. 통찰 문제에 개인마다 훈련받았아. 트레이닝 이후, 한 집단은 8시간 수면 후 통찰 문제를 시험을 봤고, 한 집단은 밤을 새룬 후에 시험을 보았다. 그 결과 밤 새운 사람보다 잠을 잔 사람의 수행능력이 2배 더 좋았다.

#### 뇌 안
좌반구와 우반구에서의 두뇌활동의 차이는 비통찰적 해결책에 대한 통찰력을 보여준다. 왼쪽 혹은 오른쪽 시야(visual field)에 나타나는 RAT를 사용하여, 통찰로 문제를 해결한 사람은 좌측 시야에의 RAT를 보여 온 가능성이 높다. 이는 우반구 처리과정을 의미한다. 이는 우반구가 통찰에 독특한 역할을 한다는 걸 의미한다.

#### 집단통찰력
도움이 되든 되지 않든 단서들을 가지고 글자 조합 퍼즐(rebus puzzle)을 맞출 때, 집단은 개인에 비하여 통찰 문제들을 더 잘 수행한다고 밝혀졌다.

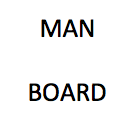
낱말퍼즐(rebus puzzle)의 한 사례. 답 : man overboard(항해 중 사람이 물에 빠졌을 때 외치는 구호 '사람이 배 밖에 있다, 사람이 물에 빠졌다', 여기서는 man이 board라는 단어 위(over)에 있다는 것을 엇걸어서 낸 문제

게다가 잠복기가 개인의 통찰 수행을 높여준다면, 집단에 대하여서는 더 많은 향상을 보인다.  따라서 15분 휴식 후 도움 안되는 단서를 가진 개인의 낱말 퍼즐 수행 능력은 향상되지만, 집단 수행은 도움이 되든 되지 않든 간에 향상되는 모습을 보인다.

#### 개인차
인격(Personality)과 성별(gender)은 통찰 문제 수행과 관련이 있다는 점에서, 다양한 통찰 문제를 통해 연구되어 왔다. 감정성(emotionality)이 낮고 경험에 대한 개방성(openness to experience)이 높으면 통찰 문제 수행 능력이 더 낫다고 알려졌다. 남성은 여성보다 통찰 문제를 더 잘 수행하지만, 여성은 남성보다 비통찰 문제(non-insight problem)를 더 잘 수행한다.
높은 지능 혹은 높은 지능지수(IQ)는 통찰 문제 수행 능력의 우수성에 연관되어 있다고 알려졌으나, 통찰 문제 해결에 필요한 단서를 제공받은 상태에서는 낮은 지능의 사람이 높은 지능의 사람보다 이점이 더 크다.
최근 한 호주의 대규모연구(large-scale study)에서는 20%의 응답자가 통찰을 경험한 적이 없는 것으로 답하여, 통찰이라는 것이 보편적으로 경험될 수 있는 것이 아님을 시사한다.

#### 메타인지
사람은 비통찰 문제보다 통찰 문제에 필요한 자신의 메타인지(metacognition)를 예견하는 것이 더 어렵다고 판다. 자신이 느끼기에 해결책(solution)이 얼마나 '뜨거운지(hot)' 혹은 '차가운지(cold)'(cf) solution은 '해결책' 말고도 '(주사 등의) 용액' 혹은 '용해제'라는 뜻도 있는 것을 활용, 여기서 'solution이 hot 혹은 cold하다'는 것은 '용액이 방금 나온 것처럼 뜨거운 것'과 '해결책이 갑작스럽게 나온 것'이라는 중의적 의미를 포함하고 있음) 말하라고 질문 받으면, 일반적으로 비통찰 문제들에 대하여 잘 예측할 수 있었지만, 통찰 문제에는 그렇지 않았다. 이는 통찰이라는 것에는 갑작스러움(suddenness)이 있다는 것을 보여준다.

#### 자연환경
최근 통찰은 비실험실 환경에서 연구되었다. 인터뷰를 통하는 등 미디어에 보고된 통찰 설명은 검사되었고 기록되었다. 현장에서의 통찰은 문제에 대한 '이해의 갑작스러운 변화(sudden change in understanding)'와 '연결과 대비를 보는 것(seeing connections and contradictions)'이라고 보고되었다. 또한 실험실 통찰과 자연에서의 통찰이 다르다고 한다. 자연에서의 통찰은 갑작스럽지 않고 점진적이며, 잠복기가 그다지 중요하지 않다. 다른 연구에서는 실험실 밖에서 통찰을 탐핵하고자 온라인 설문을 활용하였고 그 결과 샤워 중에 통찰이 발생한다는 것을 증명하거나 혹은 '창의성의 3B(the Three B's of Creativity), 즉 침대(Bed), 버스(Bus), 욕조(Bath) 등과 같은 곳에서 기이한 발상이 더 잘 나오게 되는 상황에서 창의적인 생각이 잘 나온다는 것을 입증하였다.

#### 동물
영장류 인지에 관한 연구들은 동물의 통찰력이라 할 수 있는 것들의 증거를 제공해 왔다. 1917년 볼프강 쾰러(Wolfgang Köhler)가 출간한 『유인원의 심성(The Mentality of Apes)』에서, 테네리페(Tenerife)섬의 영장류를 6년간 연구한 결과물을 제시하였다. 한 실험에서 유인원은 기존의 방식과 새로운 방식으로 사물을 이용하여 해결해야 하는 통찰 문제를 받았다. 음식 등의 보상이 있었고 이를 획득해야 했다. 쾰러는 유인원이 계속 음식을 획득하지 못하고 얼마간 계속 실패를 거듭하다가, 갑자기 음식을 얻는데 필요한 방식을 이용하여 사물을 사용하려 하였는데, 마치 근원도 없이 깨달음이 발생한 것처럼 보였다. 쾰러는 유인원에게서 통찰력과 같은 것이라고 보았다. 최근 연구에서는 코끼리도 통찰을 경험한다고 주장하면서, 한 어린 수컷 코끼리가 정육면체를 알아보고 손이 닿지 않은 음식 아래에 이를 가져다 놓고서는 그것을 딛고 올라가 음식물을 얻었다는 사례를 제시하였다.

### 이론
통찰에 관한 이론은 많지만 현재 유력한 해석을 제공하는 이론은 없다.

#### 이중과정이론
이중과정이론(dual-process theory)에서는 문제 해결에 사용되는 체계가 두 개가 있다.  첫번째 체계는 이성(reason)에 근거한 논리적 분석적 사고 과정이고, 두번째 체계는 경험(experience)에 근거한 직관적 자동적 과정이다. 연구는 통찰이 두 과정을 모두 관여하지만 두번째 과정이 더 영향력이 있다고 본다.

#### 삼중과정이론
삼중과정이론(three-process theory)에서는 지능(intelligence)이 통찰이 큰 역할을 한다. 특히 통찰은 선택적 부호화(selective encoding), 선택적 조합(selective combination), 선택적 대조(selective comparison) 세 과정을 포함한다. 이는 문제에 적응하는 지능을 요구한다.  선택적 부호화(selective encoding)는 해결에 관련돤 생각에는 집중하면서도 무관한 특징들은 무시하는 과정이다. 선택적 조합(Selective combination)은 관련 있다고 생각했던 정보들을 조합하는 과정이다. 선택적 대조(selective comparison)는 지금의 문제와 해결책에도 적용 가능한 과거의 문제와 해결에 관한 경험을 사용하는 것이다.

#### 4단계 모델
통찰의 4단계 모델(four-stage model)에는 문제 해결에 대한 4단계가 있다. 첫째, 문제 해결 준비가 되어 있다. 둘째, 문제를 키우게 되는데, 그 과정에서 시행착오를 겪는다. 셋째, 통찰이 생기고 해결책이 어렴풋이 나타난다. 넷째, 문제가 해결되었다는 것이 사실로 드러난다. 이 모델이 제안된 이후로 2-3개의 유사한 단계를 포함하는 다른 유사 모델들도 모색되어 왔다.

## 정신의학
심리학과 정신의학에서 통찰은 한 개인이 자신의 정신질환(mental illness)을 깨닫는 능력을 의미하기도 한다. 정신의학적 통찰은 보통 벡 인지 통찰 척도(Beck cognitive insight scale)를 통하여 측정된다. 이런 유형의 통찰은 여러 차원이 있는데, 치유의 필요성 인식, 행동의 결과물이 한 질병에서 유래한 것이라는 걸 인식하는 것 등이 있다. 이러한 인식이나 인지가 안 좋은 사람에게는 약한 병식(poor insight) 혹은 병식의 부재(lack of insight)라고 한다. 가장 극단적인 형태로는 질병불각증(anosognosia)이 있는데, 이는 자신의 정신질환에 대한 통찰이 전무한 상태를 말한다. 정신질환은 통찰의 수준에 따라 다르다. 예를 들어 강박장애(obsessive compulsive disorder)와 여러 공포증(phobia) 환자는 자신이 문제가 있으며 사고와 행동이 비이성적이라는 것에 대하여서는 통찰이 좋지만, 이와 상관없이 그러한 사고와 행동을 계속 하게 된다. 조현병(schizophrenia) 및 기타 여러 정신병 증상(psychotic condition)을 가진 환자는 자기에게 뭔가 잘못되어 있다는 인식이 매우 부족하다. 정신의학적 통찰은 인지행동치료(cognitive behavioural therapy, CBT)의 효과가 좋다는 것을 보여준다. 오늘날 일부 정신과의사들은 정신병 약물치료가 환자에게 통찰 결여를 가져다준다고 보기도 한다.

## 영성
팔리어로 통찰을 의미하는 위빠사나(vipassana)는 불교의 마음챙김명상(mindfulness meditation)에도 사용된다. 최근 연구에서는 하루 20분 마음챙김명상이 통찰 문제 해결에 도움이 된다고 밝혀졌다.

## 마케팅
팻 콘로이(Pat Conroy)는 통찰력이란 대상이 되는 소비자의 태도와 신념을 깊이 이해한 것을 바탕으로 하는 것으로서, 정서적으로 소비자와 연결하고 명확한 반응을 불러일으켜서(이 브랜드가 나를 잘 아네! 딱 내 느낌이야. 설령 그렇게 생각한 게 아닐지라도 말이야.), 소비자의 마음이 구매에 기울게 되면 소비자행동(consumer behavior)을 변화시키는 힘을 가지고 있다. 통찰은 브랜드에 이익을 가져다주는 소비자행동에 변화를 줘야 하며, 마케팅 목적의 성취를 야기한다.
통찰은 다음에 기반한다.
1. 경쟁업체 제품의 성과나 가치에 존재하는 실제 혹은 인지된 약점으로서 이용할 만한 것
2. 당신의 브랜드에 대한 소비자 마음 속에 존재하는 태도에서 보이는 장벽 혹은 인지된 장벽
3. 아무도 주목하지 않았거나 강렬한 신념 혹은 습관

통찰은 다음 중 하나에 해당할 때 가장 효과가 있다.
1. 기대치 않음
2. 불균형을 형성
3. 모멘텀을 바꿈
4. 브랜드가 전달할 수 있는 혜택이나 차별점을 통하여 이용됨

소비자 진실의 표현으로서 실행가능하기 위해서, 통찰은 연결된 문장으로 진술되는 것이다.
1. 관찰이나 바람(예 : 내가 하고 싶은 것은...)
2. 바람을 설명하는 동기(예 : 왜냐하면...)
3. 소비자가 자신의 동기를 만족시키는 것을 막는 장벽(예 : 그러나...)

두세번째 용어 간 간극은 브랜드의 잠재력을 구성하는 긴장감을 제공한다. 카피문구 작성 컨셉 작가가 있듯이, 통찰 작가도 있다.
시장 조사(market research)에서의 통찰의 기술적 용어는, 소비자의 통찰을 증명하는 여러 다른 정보 자원(양적 조사와 질적 조사)을 참조하는 방식의 로컬마켓에 대한 이해이다.